# Eliza Brzozowska
Eliza Elżbieta Brzozowska, de domo Zamoyska (ur. 1818, zm. 5 sierpnia 1857 w Sokołówce) – polska arystokratka i działaczka patriotyczna.

## Życiorys
Urodziła się w 1818 roku w rodzinie ordynata Stanisława Zamoyskiego i Zofii de domo Czartoryskiej. W 1841 roku wyszła za mąż za ziemianina Zenona Brzozowskiego, z którym miała trzech synów: Stanisława, Jana i Karola. Ich małżeństwo nie należało do udanych.
Była znana z filantropii. Poruszona zsyłką siostry jej męża, Ksawery z Brzozowskich Grochowskiej, w połowie lat 50. XIX w. zaangażowała się w pomoc zesłańcom do Syberii oraz ich rodzinom pozostałym w kraju. Wykorzystując koneksje, starała się także o ulgi i fundusze dla rodzin, a także zabiegała o przekazywanie korespondencji dla zesłańców.
Zmarła 5 sierpnia 1857 w  Sokołówce na Podolu, po ciężkiej chorobie. Została pochowana na cmentarzu w kaplicy rodzinnej w Obodówce.